# اتحادیه المپیک جامائیکا
اتحادیه المپیک جامائیکا (انگلیسی: Jamaica Olympic Association) یک سازمان ورزشی است که نماینده کشور جامائیکا در کمیته بین‌المللی المپیک می‌باشد.
این سازمان که در سال ۱۹۳۶ تأسیس شده مسئول آماده‌سازی و اعزام ورزشکاران به بازی‌های المپیک، بازی‌های المپیک جوانان و بازی‌های پان امریکن است.